# Centaurea semijusta
Centaurea semijusta là một loài thực vật có hoa trong họ Cúc. Loài này được Juz. mô tả khoa học đầu tiên năm 1951.